# Іраваті Іскандар
Іраваті Іскандар (нар. 6 грудня 1972) — колишня індонезійська тенісистка.
Найвищу одиночну позицію світового рейтингу — 328 місце досягла 13 квітня 1992, парну — 274 місце — 4 травня 1992 року.
Здобула 1 одиночний та 8 парних титулів туру ITF.
Завершила кар'єру 2000 року.

## Фінали ITF
| Легенда         |
| --------------- |
| Турніри $50,000 |
| Турніри $25,000 |
| Турніри $10,000 |

### Одиночний розряд (1–4)
| Результат | Ранг | Дата           | Турнір              | Покриття | Суперниця            | Рахунок       |
| --------- | ---- | -------------- | ------------------- | -------- | -------------------- | ------------- |
| Поразка   | 1.   | 18 червня 1990 | Семаранг, Індонезія | Ґрунт    | Джойс Сутеджа        | 6–4, 4–6, 1–6 |
| Перемога  | 2.   | 17 лютого 1992 | Бандунґ, Індонезія  | Тверде   | Чень Лі-Лін          | 5–7, 6–4, 6–3 |
| Поразка   | 3.   | 9 травня 1994  | Bandar Seri, Бруней | Тверде   | Хіросе Аяко          | 4–6, 1–6      |
| Поразка   | 4.   | 27 липня 1997  | Джакарта, Індонезія | Тверде   | Вукірасіх Савондарі  | 0–6, 3–6      |
| Поразка   | 5.   | 18 жовтня 1999 | Джакарта, Індонезія | Тверде   | Сучанун Віратпрасерт | 4–6, 1–6      |

### Парний розряд (8–9)
| Результат | Ранг | Дата              | Турнір               | Покриття | Партнерка           | Суперниці                          | Рахунок            |
| --------- | ---- | ----------------- | -------------------- | -------- | ------------------- | ---------------------------------- | ------------------ |
| Поразка   | 1.   | 28 травня 1990    | Франкавілла, Італія  | Ґрунт    | Танті Трайоно       | Лоренца Як'я Zuzana Witzová        | 3–6, 6–3, 5–7      |
| Поразка   | 2.   | 18 червня 1990    | Семаранг, Індонезія  | Ґрунт    | Танті Трайоно       | Колетте Селі Луккі Теджамукті      | 4–6, 6–4, 6–7(3–7) |
| Поразка   | 3.   | 12 серпня 1990    | Джакарта, Індонезія  | Тверде   | Justi Kuswara       | Яюк Басукі Сузанна Вібово          | 5–7, 3–6           |
| Поразка   | 4.   | 6 травня 1991     | Маніла, Філіппіни    | Тверде   | Луккі Теджамукті    | Лі Фан Тан Мінь                    | 6–7, 7–6, 6–7      |
| Перемога  | 5.   | 9 вересня 1991    | Бангкок, Таїланд     | Тверде   | Луккі Теджамукті    | Li Fang Тан Мінь                   | 4–6, 7–5, 6–4      |
| Поразка   | 6.   | 29 березня 1993   | Бангкок, Таїланд     | Тверде   | Мімма Черновіта     | Ніколь Пратт Сузанна Вібово        | w/o                |
| Перемога  | 7.   | 7 червня 1993     | Сеул, Південна Корея | Тверде   | Мімма Черновіта     | Такума Кадзуе Юка Йосіда           | 7–5, 2–6, 6–3      |
| Поразка   | 8.   | 9 травня 1994     | Bandar Seri, Бруней  | Тверде   | Бенджамас Сангарам  | Фукуда Анорі Наґатомі Кейко        | 6–7, 3–6           |
| Перемога  | 9.   | 22 листопада 1998 | Маніла, Філіппіни    | Тверде   | Ліза Андріяні       | Chen Yu-an Hsu Hsueh-li            | 2–6, 6–3, 6–3      |
| Поразка   | 10.  | 29 листопада 1998 | Маніла, Філіппіни    | Тверде   | Ліза Андріяні       | Chang Kyung-mi Kim Jin-hee         | 3–6, 6–7           |
| Перемога  | 11.  | 18 квітня 1999    | Джакарта, Індонезія  | Тверде   | Ліза Андріяні       | Chang Kyung-mi Вукірасіх Савондарі | 6–4, 6–4           |
| Перемога  | 12.  | 25 квітня 1999    | Джакарта, Індонезія  | Тверде   | Вінне Пракуся       | Dianne Asensio Йоланда Менс        | 6–1, 6–3           |
| Поразка   | 13.  | 13 червня 1999    | Шеньчжень, КНР       | Тверде   | Ліза Андріяні       | Лі На Лі Тін                       | 1–6, 3–6           |
| Перемога  | 14.  | 17 жовтня 1999    | Джакарта, Індонезія  | Тверде   | Вукірасіх Савондарі | Mudarwati Mudarwatı Dea Sumantri   | 7–5, 6–3           |
| Перемога  | 15.  | 20 лютого 2000    | Джакарта, Індонезія  | Тверде   | Яюк Басукі          | Choi Young-ja Kim Eun-sook         | 7–5, 7–5           |
| Поразка   | 16.  | 27 лютого 2000    | Джакарта, Індонезія  | Тверде   | Вукірасіх Савондарі | Басукі Яюк Вінне Пракуся           | 4–6, 2–6           |
| Перемога  | 17.  | 16 липня 2000     | Джакарта, Індонезія  | Тверде   | Вукірасіх Савондарі | Chae Kyung-yee Чон Мі Ра           | w/o                |